# Песчаное сельское поселение (Краснодарский край)
Песчаное сельское поселение — муниципальное образование в Тбилисском районе Краснодарского края России.
В рамках административно-территориального устройства Краснодарского края ему соответствует Песчаный сельский округ.
Административный центр — хутор Песчаный.

## Население
| 2010  | 2012  | 2013  | 2014  | 2015  | 2016  | 2017  |
| ----- | ----- | ----- | ----- | ----- | ----- | ----- |
| 1844  | ↘1839 | ↗1848 | ↘1844 | ↗1845 | ↘1844 | ↘1835 |
| 2018  | 2019  | 2020  | 2021  | 2023  |       |       |
| ↘1830 | ↗1848 | ↘1845 | ↗1911 | ↘1907 |       |       |

## Населённые пункты
| № | Населённый пункт | Тип населённого пункта | Население (чел.) |
| - | ---------------- | ---------------------- | ---------------- |
| 1 | Песчаный         | хутор                  | ↘1035            |
| 2 | Верёвкин         | хутор                  | ↘586             |
| 3 | Староармянский   | хутор                  | ↗223             |

## Местное самоуправление
Главы сельского поселения
- Юрий Николаевич Еремин
- с 2.04.2023 года — Вадим Валерьевич Мишуров[14]